# Vilanova del Camí
Vilanova del Camí – gmina w Hiszpanii, w prowincji Barcelona, w Katalonii, o powierzchni 10,3 km². W 2009 roku gmina liczyła 12 649 mieszkańców.